# 기가
기가(Giga)는 SI 단위계에서 109(십억)을 나타내는 접두어이다. 이는 그리스어의 "거대한"을 의미하는 "기가스(gigas)"에서 온 말이다. 옥스포드 영어사전에 의하면, 1947년 국제 순수·응용 화학 연합(IUPAC, International Union of Pure and Applied Chemistry) 14차 회의 보고서에서 "기가"를 가장 처음 언급했다. 컴퓨터에서는 때에 따라 230=1 073 741 824 을 뜻하기도 한다. 구분을 위해서 gibi(기호: Gi)라는 단위를 사용한다.
예를 들어,
- 기가헤르츠(gigahertz)는 CPU의 클럭 속도를 표시하는 데 사용된다. 가령, 3 GHz =  3000000000Hz
- 기가비트(gigabit)는 컴퓨터 네트워크 링크의 대역폭을 표시하는 데 사용된다. 가령,  1 Gbit/s = 1000000000bit/s
- 기가바이트(gigabyte)는 하드 디스크 드라이브 용량을 표시하는 데 쓰인다. 가령, 120 GB = 120000000000bytes
- 기가년(gigayear, 약자로 Ga) 또는 기가안눔(gigaannum)은 십억(109)년을 표시하는 단위이다. 약자로 Gyr를 쓰기도 한다.

## 같이 보기
- 이진 접두어
- 기가비트 이더넷